# Séries de divisions de la Ligue américaine de baseball 1996
Les Séries de divisions de la Ligue américaine de baseball 1996 font partie des séries éliminatoires de la Ligue majeure de baseball. Ce tour éliminatoire est constitué de deux séries jouées au meilleur de cinq parties par quatre clubs de la Ligue américaine de baseball, l'une des deux composantes des Ligues majeures de baseball. 
Ces deux séries sont disputées du mardi 1er octobre au samedi 5 octobre 1996. Pour se qualifier à la Série de championnat 1996 de la Ligue américaine, les Orioles de Baltimore remportent l'une de ces Séries de divisions trois matchs à un sur les Indians de Cleveland, tandis que les Yankees de New York éliminent de leur côté les Rangers du Texas, également trois matchs à zéro.

## Avantage du terrain
Les « têtes de séries », donc la composition des face à face, pour ces Séries de divisions de 1996 n'étaient pas déterminés par la fiche victoires-défaites en saison régulière des clubs participants, mais plutôt déterminés au préalable selon une procédure controversée qui ne fut utilisée que durant 3 ans et abandonnée après les éliminatoires de 1997. 
L'avantage du terrain lors des Séries de divisions de 1995 à 1997 était le suivant : la première tête de série jouait deux matchs sur le terrain de son adversaire, puis enchaînait avec les trois matchs suivants à domicile. Comme un club doit remporter trois victoires pour accéder à la ronde suivante, il était possible que l'équipe bénéficiant de cet « avantage » ne dispute qu'un match à domicile (le 3e) après avoir joué les deux premiers sur la route. Également critiquée, cette formule fut plus tard abandonnée et remplacée dès 1998 par celle qui prévaut actuellement (en date de 2016), alors que l'équipe possédant l'avantage du terrain dispute les parties #1, #2 et #5 (si nécessaire) devant ses partisans.

## Indians de Cleveland vs Orioles de Baltimore
Pour la deuxième année consécutive, les Indians de Cleveland sont en 1996 la meilleure équipe du baseball majeur. Avec 99 victoires contre 63 défaites, Cleveland termine au sommet de la division Centrale de la Ligue américaine, avec une large avance de 14 matchs et demi sur leurs plus proches poursuivants, les White Sox de Chicago. Amorçant les séries comme champions en titre de la Ligue américaine après avoir atteint - et perdu - la Série mondiale 1995, les Indians participent aux éliminatoires pour la seconde de 5 saisons consécutives (1995-1999).
Les Orioles de Baltimore jouent en séries éliminatoires pour la première fois depuis leur conquête de la Série mondiale 1983, ayant décroché la position de meilleur deuxième de la Ligue américaine après une saison 1996 de 88 victoires et 74 défaites, qui les place second de la division Est de la Ligue américaine, à 4 matchs des meneurs, les Yankees de New York.
La Série de divisions 1996 marque le premier affrontement en éliminatoires entre Cleveland et Baltimore.

### Calendrier des rencontres
| Match | Date        | Visiteur             | Hôte                 | Score              |
| ----- | ----------- | -------------------- | -------------------- | ------------------ |
| 1     | 1er octobre | Indians de Cleveland | Orioles de Baltimore | 4 - 10             |
| 2     | 2 octobre   | Indians de Cleveland | Orioles de Baltimore | 4 - 7              |
| 3     | 4 octobre   | Orioles de Baltimore | Indians de Cleveland | 4 - 9              |
| 4     | 5 octobre   | Orioles de Baltimore | Indians de Cleveland | 4 - 3 (12 manches) |

### Match 1
Mardi 1er octobre 1996 à Camden Yards, Baltimore, Maryland.
| Indians de Cleveland | 0 | 1 | 0 | 2 | 0 | 0 | 1 | 0 | 0 | 4  | 10 | 0 |
| Orioles de Baltimore | 1 | 1 | 2 | 0 | 0 | 5 | 1 | 0 | X | 10 | 12 | 1 |
| Lanceurs partants : CLE : Charles Nagy BAL : David Wells Vic. : David Wells (1-0) Déf. : Charles Nagy (0-1) HRs : CLE : Manny Ramírez (1) BAL : Brady Anderson (1), B. J. Surhoff (1, 2), Bobby Bonilla (1) |   |   |   |   |   |   |   |   |   |    |    |   |

### Match 2
Mercredi 2 octobre 1996 à Camden Yards, Baltimore, Maryland.
| Indians de Cleveland | 0 | 0 | 0 | 0 | 0 | 3 | 0 | 1 | 0 | 4 | 8 | 2 |
| Orioles de Baltimore | 1 | 0 | 0 | 0 | 3 | 0 | 0 | 3 | X | 7 | 9 | 0 |
| Lanceurs partants : CLE : Orel Hershiser BAL : Scott Erickson Vic. : Armando Benítez (1-0) Déf. : Eric Plunk (0-1) Sauv. : Randy Myers (1) HRs : CLE : Albert Belle (1) BAL : Brady Anderson (2) |   |   |   |   |   |   |   |   |   |   |   |   |

### Match 3
Vendredi 4 octobre 1996 à Jacobs Field, Cleveland, Ohio.
| Orioles de Baltimore | 0 | 1 | 0 | 3 | 0 | 0 | 0 | 0 | 0 | 4 | 8  | 2 |
| Indians de Cleveland | 1 | 2 | 0 | 1 | 0 | 0 | 4 | 1 | X | 9 | 10 | 0 |
| Lanceurs partants : BAL : Mike Mussina CLE : Jack McDowell Vic. : Paul Assenmacher (1-0) Déf. : Jesse Orosco (0-1) HRs : BAL : B. J. Surhoff (3) CLE : Manny Ramírez (2), Albert Belle (2) |   |   |   |   |   |   |   |   |   |   |    |   |

### Match 4
Samedi 5 octobre 1996 à Jacobs Field, Cleveland, Ohio.
| Orioles de Baltimore | 0 | 2 | 0 | 0 | 0 | 0 | 0 | 0 | 1 | 0 | 0 | 1 | 4 | 14 | 1 |
| Indians de Cleveland | 0 | 0 | 0 | 2 | 1 | 0 | 0 | 0 | 0 | 0 | 0 | 0 | 3 | 7  | 1 |
| Lanceurs partants : BAL : David Wells CLE : Charles Nagy Vic. : Armando Benítez (2-0) Déf. : José Mesa (0-1) Sauv. : Randy Myers (2) HRs : BAL : Rafael Palmeiro (1), Bobby Bonilla (2), Roberto Alomar (1) CLE : Kenny Lofton (1), Jeff Kent (1) |   |   |   |   |   |   |   |   |   |   |   |   |   |    |   |

## Rangers du Texas vs Yankees de New York
Meneurs de la division Est de la Ligue américaine avec 92 victoires et 70 défaites, les Yankees de New York laissent 4 matchs derrière leurs plus proches poursuivants, les Orioles de Baltimore, qu'ils affronteront peu après en Série de championnat 1996. Avec leur meilleure saison depuis 1985 - où ils avaient terminé seconds - les Yankees décrochent leur premier titre de division depuis 1980 et amorcent une séquence qui les verra terminer au sommet de la section Est dix fois en 11 ans de 1996 à 2006. Ils jouent de plus en éliminatoires pour la deuxième de 13 années consécutives (de 1995 à 2007). 
Jouant leur 25e saison depuis leur arrivée à Arlington, les Rangers du Texas se qualifient pour la toute première fois et obtiennent leur place en éliminatoires grâce à leur premier titre de division. Ils terminent la saison régulière au sommet de la section Ouest de la Ligue américaine avec 90 victoires, 72 défaites et une priorité de 4 matchs et demi sur le club de seconde position, les Mariners de Seattle. En 1996, les Rangers gagnent le premier de 3 titres de division en 4 ans. Durant cette séquence, ils ne gagneront qu'un seul match - face aux Yankees en 1996 - et devront patienter jusqu'aux Séries de divisions 2010 pour remporter un autre match d'après-saison et gagner la première série éliminatoire de leur histoire
L'affrontement entre les Yankees et les Rangers est le premier de 3 en 4 ans entre ces deux équipes. Après une victoire 3 matchs à un en 1996, New York élimine Texas en 1998 et 1999 sans leur concéder un seul match,. Les Rangers obtiennent leur revanche plusieurs années après, lorsqu'ils renversent les Yankees en Série de championnat 2010 de la Ligue américaine.

### Calendrier des rencontres
| Match | Date        | Visiteur            | Hôte                | Score              |
| ----- | ----------- | ------------------- | ------------------- | ------------------ |
| 1     | 1er octobre | Rangers du Texas    | Yankees de New York | 6 - 2              |
| 2     | 2 octobre   | Rangers du Texas    | Yankees de New York | 4 - 5 (12 manches) |
| 3     | 4 octobre   | Yankees de New York | Rangers du Texas    | 3 - 2              |
| 4     | 5 octobre   | Yankees de New York | Rangers du Texas    | 6 - 4              |

### Match 1
Mardi 1er octobre 1996 au Yankee Stadium, New York, New York.
| Rangers du Texas | 0 | 0 | 0 | 5 | 0 | 1 | 0 | 0 | 0 | 6 | 8  | 0 |
| Yankees de New York | 1 | 0 | 0 | 1 | 0 | 0 | 0 | 0 | 0 | 2 | 10 | 0 |
| Lanceurs partants : TEX : John Burkett NYY : David Cone Vic. : John Burkett (1-0) Déf. : David Cone (0-1) HRs : TEX : Juan González (1), Dean Palmer (1) |   |   |   |   |   |   |   |   |   |   |    |   |

### Match 2
Mercredi 2 octobre 1996 au Yankee Stadium, New York, New York.
| Rangers du Texas | 0 | 1 | 3 | 0 | 0 | 0 | 0 | 0 | 0 | 0 | 0 | 0 | 4 | 8 | 1 |
| Yankees de New York | 0 | 1 | 0 | 1 | 0 | 0 | 1 | 1 | 0 | 0 | 0 | 1 | 5 | 8 | 0 |
| Lanceurs partants : TEX : Ken Hill NYY : Andy Pettitte Vic. : Brian Boehringer (1-0) Déf. : Mike Stanton (0-1) HRs : TEX : Juan González (2, 3) NYY : Cecil Fielder (1) |   |   |   |   |   |   |   |   |   |   |   |   |   |   |   |

### Match 3
Vendredi 4 octobre 1996 à The Ball Park at Arlington, Arlington, Texas.
| Yankees de New York | 1 | 0 | 0 | 0 | 0 | 0 | 0 | 0 | 2 | 3 | 7 | 1 |
| Rangers du Texas | 0 | 0 | 0 | 1 | 1 | 0 | 0 | 0 | 0 | 2 | 6 | 1 |
| Lanceurs partants : NYY : Jimmy Key TEX : Darren Oliver Vic. : Jeff Nelson (1-0) Déf. : Darren Oliver (0-1) Sauv. : John Wetteland (1) HRs : NYY : Bernie Williams (1) TEX : Juan González (4) |   |   |   |   |   |   |   |   |   |   |   |   |

### Match 4
Samedi 5 octobre 1996 à The Ball Park at Arlington, Arlington, Texas.
| Yankees de New York | 0 | 0 | 0 | 3 | 1 | 0 | 1 | 0 | 1 | 6 | 12 | 1 |
| Rangers du Texas | 0 | 2 | 2 | 0 | 0 | 0 | 0 | 0 | 0 | 4 | 9  | 0 |
| Lanceurs partants : NYY : Kenny Rogers TEX : Bobby Witt Vic. : David Weathers (1-0) Déf. : Roger Pavlik (0-1) Sauv. : John Wetteland (2) HRs : NYY : Bernie Williams (2, 3) TEX : Juan González (5) |   |   |   |   |   |   |   |   |   |   |    |   |